# آئرو اسلواکیا
ائرو اسلواکیا (به انگلیسی: Aero Slovakia) یک شرکت هواپیمایی است که در سال ۱۹۹۲ میلادی تأسیس شده‌است و دفتر مرکزی آن در شهر نیترا کشور اسلواکی قرار دارد.

## ناوگان هوایی
- آنتونوف ای‌ان-۲
- سسنا ۱۵۰
- سسنا ۱۵۲
- سسنا ۱۷۲
- Zlín Z37A
- Zlín Z137 Turbo
- Zlín Z42
- Zlín Z43